# Peter-Erich Cremer
Pour les articles homonymes, voir Cremer.
Peter-Erich Cremer (25 mars 1911 à Metz - 5 juillet 1992 à Hambourg) est un officier de marine allemand de la Seconde Guerre mondiale. Commandant de U-Boot, il a reçu la très convoitée croix de chevalier de la croix de fer en 1942. Peter-Erich Cremer est l'un des rares commandants de sous-marin allemand à avoir survécu à la bataille de l'Atlantique.

## Biographie
Fils d'un magistrat allemand, Peter-Erich Cremer naît le 25 mars 1911, à Metz, une ville de garnison animée d'Alsace-Lorraine. Avec sa ceinture fortifiée, Metz est alors la première place forte du Reich allemand, une pépinière de militaires d'exception. Sa mère, Amélie Louise Houle, étant francophone, Peter-Erich Cremer est parfaitement bilingue. Après son Abitur, qu'il obtient à 17 ans, le jeune Cremer s'oriente d'abord vers des études de droit, qu'il commence à l'Université de Grenoble.

### Entre-deux-guerres
Appelé par le large et l'aventure, Peter Cremer s’engage comme Offiziersanwärter le 15 août 1932 dans la Reichsmarine. Sur les traces de ses aînés Hans Benda, Ernst Wieblitz ou Rolf von Lilienhoff-Zwowitzky, Peter-Erich Cremer se lance dans une brillante carrière maritime. Après sa formation sur le croiseur léger Köln, Cremer est affecté sur le Deutschland. Fähnrich zur See le 1er janvier 1934, Peter Cremer est promu Oberfähnrich zur See le 1er septembre 1935. Promu Leutnant zur See le 1er janvier 1936, Cremer est ensuite affecté sur le destroyer Theodor Riedel, faisant fonction d'officier de veille. Il est promu Oberleutnant zur See le 1er octobre 1937. À la veille de la Seconde Guerre mondiale, l'enseigne de vaisseau Cremer est toujours officier sur le Theodor Riedel.

### Seconde Guerre mondiale
Peter-Erich Cremer est promu Kapitänleutnant, « lieutenant de vaisseau », le 1er février 1940. Il reçoit la croix de fer 2e classe, le 11 février 1940. En avril et mai 1940, Cremer participe à la campagne de Norvège à bord du Theodor Riedel. Pour ces missions en mer du Nord, il recevra plus tard, le 19 octobre 1940, le Zerstörer-Kriegsabzeichen, l'insigne de combat des destroyers.
En août 1940, Peter-Erich Cremer est transféré dans la U-Boot-Waffe, les Forces sous-marines allemandes. Après six mois de formation, Cremer prend le commandement du sous-marin U-152, un sous-marin servant de navire-école. Le 25 août 1941, Peter Cremer prend le commandement du U-333, un sous-marin de combat. Au cours de sa première patrouille en janvier 1941, Cremer coule trois navires, le navire grec Vassilios A. Polemis, le navire norvégien Ringstad et, malencontreusement, le Spreewald de la marine allemande, le 31 janvier 1942. Le Spreewald, navire marchand allemand, est en effet camouflé en navire norvégien, conduisant Cremer à cette lourde méprise. Traduit en cour martiale à son retour, le 9 février 1942, Cremer est finalement déclaré non coupable. Il reçoit même la croix de fer 1re classe, le 10 février 1942, pour ses deux premières victoires.
Sa seconde patrouille, effectuée de mars à mai 1942 au large des eaux américaines, sera couronnée de succès. Le 6 mai 1942, il coule trois navires, le navire hollandais Amazone, et les navires américains Halsey et Java Arrow. Quatre jours plus tard, il coule en outre le navire britannique Clan Skene. Pour son comportement combatif à bord du U-333, il reçoit d'abord le U-Boot-Kriegsabzeichen, l'insigne de combat des sous-marins, le 26 mai 1942. Le commandant Cremer reçoit ensuite la Ritterkreuz des Eisernen Kreuzes, la Croix de chevalier de la croix de fer, le 5 juin 1942, pour l'efficacité de son commandement sur l'U-333. En août 1942, le commandant Cremer rentre bredouille de sa 3e patrouille, à la base sous-marine de La Rochelle, après quatorze jours en mer.
Sa quatrième patrouille lui occasionne des blessures. Le 6 octobre 1942, l'U-333, qu'il commande toujours, est engagé par le HMS Crocus, une corvette britannique, à environ 60 miles au sud-ouest de Freetown, au large de la Sierra Leone. Détecté au radar, le sous-marin essuie plusieurs salves d'artillerie, avant d'être grenadé en plongée. Sur le U-Boot, trois hommes sont tués, tandis que plusieurs hommes, dont Cremer, sont blessés. Cremer est contraint de passer le commandement du navire à son second, et devra être hospitalisé pendant trois mois. Il reçoit à cette occasion la Verwundetenabzeichen in Schwarz, l'insigne des blessés, le 11 novembre 1942.
Le lieutenant de vaisseau Cremer reprend son commandement le 18 mai 1943. Cremer prend la mer avec lU-333 le 2 juin 1943, pour sa cinquième patrouille. Après 91 jours de mer, l'U-333 rentre bredouille, intact, à son port d'attache. Il quitte La Pallice pour sa sixième patrouille, le 21 octobre 1943. Ayant rejoint la meute Schill au large des Açores, l'U-333 de Cremer est sévèrement grenadé par un destroyer le 4 novembre 1943. Le 18 novembre, son sous-marin est éperonné par la frégate HMS Exe, perdant dans l'accrochage son périscope. Pris en chasse par un navire de guerre allié, Cremer met le cap sur la base de La Pallice, rentrant sans succès le 1er décembre 1943.
Le 10 février 1944, le commandant Cremer effectue sa septième mission. Revenu à son port d'attache trois jours plus tard, il reprend la mer le 14 février 1944, pour une huitième patrouille, de 67 jours. Attaqué le 21 mars 1944 par l'aviation alliée, l'U-333 est contraint de se poser sur le fond marin au large de l'Irlande. Il repart, échappant à ses poursuivants. Tout d'abord surnommé avec humour "Ali Wrack" par ses hommes, soit « Ali l'épave », du fait de ses déboires maritimes, il est maintenant surnommé, avec une pointe de respect, « Ali l'incoulable ».
Le commandant Cremer repart en patrouille le 6 juin 1944, au plus fort de l'activité anti-sous-marine alliée. Sa neuvième mission avec l'U-333 dure huit jours. Alors qu'il navigue dans les eaux du golfe de Gascogne, l'U-333 fait l'objet d'une attaque aérienne sérieuse. Cremer inflige des dommages aux bombardiers australiens du Squadron RAF no 10 qui le survolent, mais l'U-333 est touché. De nouveau attaqué par des bombardiers le jour suivant, l'U-333, endommagé, doit rentrer à la base sous-marine de Lorient. Ce sera la dernière mission de Cremer à bord de l'U-333, qui coule par la suite avec son équipage le 31 juillet 1944, sous le commandement du Kapitänleutnant Hans Fiedler.
Le Kapitänleutnant Cremer reste à terre durant l'été 1944. Plus chanceux que son compatriote Dietrich Stellmacher, Cremer reçoit l'U-Boot-Frontspange pour récompenser ses services dans la guerre sous-marine, le 27 septembre 1944.
Le 15 novembre 1944, Peter Cremer, fraichement promu Korvettenkapitän est nommé commandant du U-2519, un nouveau sous-marin de la classe XXI. En février 1945, devant l'avancée des troupes soviétiques, Cremer doit prendre la tête d'un Marine-Panzervernichtungsbataillon, un bataillon de lutte anti-chars de la Kriegsmarine. Là encore, il s'illustre, faisant l'objet d'une citation au Wehrmachtsbericht, le 25 avril 1945. Prétextant « plusieurs défauts de conception », Cremer saborde finalement son U-2519 à Kiel, en mai 1945, afin qu'il ne tombe pas aux mains des Alliés.
Peter-Erich Cremer est l'un des rares commandants de sous-marin allemand de la Seconde Guerre mondiale à avoir survécu au conflit. Il meurt ayant publié ses mémoires, le 5 juillet 1992, à Hambourg, en Allemagne.

## Palmares
Peter-Erich Cremer, comme commandant du U-333, coula six navires marchands totalisant 26 873 tonneaux, en endommagea un autre de 8 327 tonneaux, et engagea et endommagea le HMS Crocus. 
| Date            | Nom du navire        | Tonnage | Nationalité   | Convois | État et localisation             |
| --------------- | -------------------- | ------- | ------------- | ------- | -------------------------------- |
| 22 janvier 1942 | Vassilios A. Polemis | 3,429   | Grèce         | ON-53   | coulé à 42° 32′ N, 52° 38′ O     |
| 24 janvier 1942 | Ringstad             | 4,765   | Norvège       | ON-55   | coulé à 45° 50′ N, 51° 04′ O     |
| 31 janvier 1942 | Spreewald            | 5,083   | Allemagne (!) |         | coulé à 45° 12′ N, 24° 50′ O     |
| 6 mai 1942      | Amazone              | 1,294   | Pays-Bas      |         | coulé à 27° 21′ N, 80° 04′ O     |
| 6 mai 1942      | Halsey               | 7,088   | États-Unis    |         | coulé à 27° 14′ N, 80° 03′ O     |
| 6 mai 1942      | Java Arrow           | 8,327   | États-Unis    |         | endommagé à 27° 35′ N, 80° 08′ O |
| 10 mai 1942     | Clan Skene           | 5,214   | Royaume-Uni   |         | coulé à 31° 43′ N, 70° 43′ O     |
| 6 octobre 1942  | HMS Crocus           | 925     | Royaume-Uni   |         | endommagé à 7° 52′ N, 14° 57′ O  |

## Commandements
- U-152 : 29.01.1941 - 21.07.1941[9]
- U-333 : 25.08.1941 - 6.10.1942[9] (4 missions de guerre)
- U-333 : 18.05.1943 -19.07.1944[9] (5 missions de guerre)
- U-2519 : 15.11.1944 - 01.02.1945[9]

## États de services
- Offiziersanwärter : 15 août 1932
- Fähnrich zur See :1er janvier 1934
- Oberfähnrich zur See (Aspirant) : 1er septembre. 1935
- Leutnant zur See (Enseigne de vaisseau de deuxième classe) : 1er janvier 1936
- Oberleutnant zur See (Enseigne de vaisseau de première classe) : 1er octobre 1937
- Kapitänleutnant (Lieutenant de vaisseau) : 1er février 1940
- Korvettenkapitän (Capitaine de corvette) : 11 juillet 1944

## Distinctions
- Croix de fer (1939)[10]
  - 2e classe (11 février 1940)
  - 1re classe (10 février 1942)
- Insigne de combat des destroyers[4] (19 octobre 1940)
- Insigne de combat des U-Boote[10] (1939) (26 mai 1942)
- Croix de chevalier de la croix de fer[10] (5 juin 1942)
- Insigne des blessés, classe argent[10] (11 novembre 1942)
- Agrafe de combat au front des U-Boote[10] (27 septembre 1944)
- Cité deux fois, les 11 mai 1942 et 25 avril 1945, dans le Wehrmachtbericht, le bulletin d'information quotidien de l'OKW.

### Wehrmachtbericht
| Date                    | Citation originale du Wehrmachtbericht | Traduction française |
| ----------------------- | --- | --- |
| 11 mai 1942             | Unterseeboote versenkten, wie durch Sondermeldung bekanntgegeben, in amerikanischen Gewässern, in der Karibischen See und im Golf von Mexiko 21 feindliche Handelsschiffe mit zusammen 118 000 BRT. Bei diesen Erfolgen hat sich das Unterseeboot des Kapitänleutnants Cremer, das trotz schwerer Beschädigungen vier große Schiffe mit 35 000 BRT versenkte, besonders ausgezeichnet. | Les sous-marins ont coulé, comme annoncé par bulletin spécial, dans les eaux américaines, dans la mer des Caraïbes et le golfe du Mexique, 21 navires de commerce ennemis, pour un total de 118 000 tonneaux de jauge brute. Dans ces réalisations, le sous-marin du Lieutenant de vaisseau Cremer, qui malgré de lourds dommages a coulé quatre grands navires de 35 000 tonneaux de jauge brute, s'est particulièrement distingué. |
| 25 avril 1945 (Addenda) | Ein von Korvettenkapitän Cremer geführter Panzervernichtungstrupp der Kriegsmarine, zusammengestellt aus Freiwilligen eines U-Boot-Stützpunktes, vernichtete innerhalb weniger Tage 24 Panzer. | Une unité de destruction de chars de la marine de guerre, sous le commandement du capitaine de corvette Cremer, composée de volontaires provenant d'une base de sous-marins, a détruit 24 chars en quelques jours. |

## Publications
- Peter Cremer  (trad. Fritz Brustat-Naval) :U 333 : the Story of a U-boat ace, Triad, Londres, 1986[8].
- Peter Cremer: U-boat commander: A periscope view of the battle of the Atlantic, Naval Institute Press, 1984.